# سکس قبل ازدواج
رابطهٔ جنسی پیش از ازدواج فعالیت جنسی است که پیش از ازدواج، توسط افراد انجام می‌شود. به صورت تاریخی، رابطهٔ جنسی پیش از ازدواج مسئله‌ای اخلاقی به‌شمار می‌رفت که در بسیاری از فرهنگ‌ها تابو بود و در دیدگاه بعضی از ادیان گناه به‌شمار می‌رفت، اما از دههٔ ۱۹۶۰ بدین سو، به ویژه در کشورهای غربی از آن استقبال بیشتری صورت گرفت. یک تحقیق رسمی در سال ۲۰۱۴ در مورد اخلاق جهانی نشان داد که رابطهٔ جنسی پیش از ازدواج به ویژه در «کشورهای عمدتاً مسلمان» همچون مالزی، اندونزی، اردن، پاکستان و مصر امری غیرقابل قبول است و بیش از ۹۰٪ مردم در این کشورها مخالف آن هستند، در حالی که مردم در کشورهای اروپای غربی بیشترین استقبال را از این نوع رابطه دارند، مخالفت با آن در کشورهایی مانند اسپانیا، آلمان و فرانسه کمتر از ۱۰٪ می‌باشد.